# Eriopyga volcania
Eriopyga volcania là một loài bướm đêm trong họ Noctuidae.